# Lužarji
Lužarji so naselje v Občini Velike Lašče.
V bližini vasi je cerkev svetega Ožbolta , nedaleč pa tudi izvir reke Iška.